# Каллистов, Анатолий Анатольевич
Анато́лий Анато́льевич Каллистов (24 мая 1935 год, Рошаль, Московская область — 29 февраля 2016 год) — советский учёный в области артиллерийского и ракетного вооружения, генеральный конструктор и директор Научно-исследовательского машиностроительного института (1990—1993), заслуженный машиностроитель РСФСР.

## Биография
Окончил МВТУ им. Н. Э. Баумана в 1959 г. Работал в НИМИ: инженер, начальник отделения, заместитель Главного конструктора.
В 1972—1974 гг. заместитель директора ЦНИИ химии и механики.
С 1974 по 1983 год директор НИМИ, в 1983—1990 заместитель министра машиностроения СССР.
С 1990 по 1992 год главный конструктор и генеральный директор НИМИ. Главный научный сотрудник НИМИ (1992—1997).
Руководитель и участник создания и модернизации противотанковых средств поражения, различных типов артиллерийских боеприпасов и боевых частей. Под его руководством разработаны и освоены в производстве более 20 выстрелов для полевой и морской артиллерии; более 10 выстрелов для танковой и противотанковой артиллерии; более 10 боевых частей ПТУР к комплексам «Овод», «Фагот» и другим; боевые части к ракетным комплексам «Точка» и «Ока»; высокоточные снаряды «Смельчак» и «Сантиметр».
С 1993 года читал курс лекций в МГТУ им. Н. Э. Баумана. Доктор технических наук (1990), профессор (1995).
Умер 29 февраля 2016 года.

## Оценки
Из мемуаров Л. Е. Комиссаренко «Начальные обороты»: «Не раз за 20 лет нашего до того момента знакомства помогал он <А. А. Каллистов> мне, но в самый первый раз было как раз наоборот — мне довелось оказать содействие ему. Был он тогда заместителем начальника отдела в НИМИ, а я — начальником цеха. Прибыл он к нам за партией деталей для опытных снарядов к пушке Д-68, поставку которых мы безнадёжно срывали. Чтобы их сделать, мне нужно было остановить серийный поток, сорвав и без того висевший на волоске план. Я пошёл на это — понравился мне парень (говорю парень, потому что было нам в том, 66-м, по 31). Тогда я чуть не слетел с работы, отделавшись строгим выговором, сейчас дело могло бы обернуться для меня много хуже».

## Награды
- Лауреат Государственной премии СССР (1975).
- Ордена Ленина (1984) и Трудового Красного Знамени (1979), медали.
- Заслуженный машиностроитель РСФСР (1982).
- Почётный работник отрасли боеприпасов и спецхимии.
- Академик РАРАН.